# Yenagoa Township Stadium
Yenagoa Township Stadium, auch Samson Siasia Stadium genannt, ist ein Mehrzweckstadion in Yenagoa im Bundesstaat Bayelsa in Nigeria. Es hat eine Kapazität von 5.000 Zuschauern, wird derzeit hauptsächlich für Fußballspiele genutzt und ist die Heimspielstätte der Ocean Boys und von Bayelsa United.
Im Jahre 2009 wurde es dem ehemaligen Trainer der nigerianischen Nationalmannschaft und 46-fachen ehemaligen Nationalspieler Samson Siasia gewidmet.